# Pedro Díaz Morante
Pedro Díaz Morante (Alcázar de San Juan, 1565-Madrid, 25 de marzo de 1636) fue un calígrafo, tipógrafo y pedagogo español, secretario de Felipe II.

## Biografía
Nació en Alcázar de San Juan en 1565. Se trasladó a Toledo en 1591 donde se ganó fama como un gran calígrafo y profesor de escritura, teniendo entre sus admiradores a Lope de Vega y Pérez de Montalbán, siendo además ambidextro. En 1612 se traslada a Madrid donde enseñó a escribir a varios nobles de la corte y donde escribió el libro Arte Nueva de Escribir, en el cual explica su método de caligrafía para escribir en estilo cursivo, publicado en cinco volúmenes entre 1615 y 1631. Murió en Madrid el 25 de marzo de 1636.
Entre sus obras famosas destaca un dibujo caligráfico de Felipe IV, empleado como ilustración del volumen de Arte Nueva de Escribir publicado en 1624, y el diseño de varias tipografías para idioma español. Algunas tipografías modernas, como Dulcinea (2012) y Dulcinea Serif (2012), están basadas en la obra original de Pedro Díaz Morante.